# Jane Pierce
Jane Means Appleton Pierce (Hampton, 12 marzo 1806 – Andover, 12 febbraio 1863) fu la moglie di Franklin Pierce, il quattordicesimo presidente degli Stati Uniti.

## Biografia
Nata a Hampton nel New Hampshire, dal reverendo Jesse Appleton, ed Elizabeth Means-Appleton, Jane crebbe coi nonni materni dall'età di tredici anni dopo la morte del padre. Tramite suo cognato Alpheus S. Packard, conobbe Franklin Pierce, all'epoca giovane avvocato con il quale convolò a nozze il 19 novembre 1834 all'età di ventotto anni. La coppia ebbe tre figli, ma tutti e tre morirono in giovane età: Franklin Pierce, Jr. (nato e morto nel 1836), Frank Robert Pierce (1839-1843) e Benjamin Pierce (1841–1853).
Pierce era membro della Camera dei Rappresentanti e nel 1837 divenne senatore. Jane Pierce, che odiava la vita a Washington, incoraggiò Pierce a dimettersi da senatore e tornare nel New Hampshire, cosa che avvenne nel 1842. Quando nel 1852 il Partito Democratico scelse Pierce come loro candidato alla presidenza, la moglie non prese affatto bene la notizia e la morte del figlio Benjamin fu per lei un segno dell'opposizione divina alla presidenza del marito. Distrutta dal dolore, Jane Pierce rimase lontana dalle attività da first lady, che delegò all'amica Varina Davis, moglie del segretario Jefferson Davis. La sua prima apparizione ufficiale da first lady fu durante la vigilia di Capodanno del 1855. La Pierce morì di tubercolosi ad Andover nel Massachusetts il 2 dicembre 1863, sei anni prima del marito.